# Primeira Liga de 2023–24
A Primeira Liga de 2023–24 (também conhecida como Liga Portugal Betclic por motivos de patrocínio) foi a 90ª temporada da Primeira Liga, a principal liga profissional dos clubes de futebol da associação portuguesa e a segunda temporada sob o atual título da Liga Portugal. Esta foi a sétima temporada da Primeira Liga a usar o árbitro de vídeo (VAR). 
A temporada se iniciou em 11 de agosto de 2023 e terminou em 18 de de maio de 2024.
Portugal caiu do sexto para o sétimo lugar no ranking do coeficiente de associação da UEFA no final da temporada 2022–23, apenas as duas equipes mais bem classificadas podem se classificar para a Liga dos Campeões da UEFA (os campeões entram diretamente na fase de grupos e os vice-campeões entram na terceira pré-eliminatória). Devido à reformulação das competições europeias de clubes para a época de 2024/25, o terceiro classificado entrará na segunda pré-eliminatória da Liga Europa da UEFA. O quarto classificado entrará na segunda pré-eliminatória da Liga Conferência Europa da UEFA.
Esta foi a primeira edição desde a Primeira Divisão de 1984–85 apenas com equipas de Portugal Continental.
Na 32ª jornada, o Sporting foi campeão da competição, a equipa tinha comprido seu compromisso vencendo o Portimonense por 3–0 em casa, os Leões dependiam do resultado do seu rival Benfica que enfrentou o Famalicão fora de casa, na qual perdeu por 2–0. Assim conquistando seu vigésimo título do Campeonato Português em sua história.
Na mesma jornada, o Vizela foi o primeira equipa a ter seu descenso decretado, a equipa precisava de uma vitória contra o Moreirense como visitante para se distanciar do descenso, mas acabou não conseguindo e perdendo por 1–0, tendo sua despromoção para a Segunda Liga após três épocas. Na jornada seguinte, o Chaves também teve seu descenso confirmado após perder por Famalicão de 1–0 em casa, voltando a Segunda Liga após duas épocas. A terceira e última equipe rebaixada foi o Portimonense que perdeu nos Play-offs de manutenção/promoção para o AVS que conquistou a promoção à Liga Portugal.

## Recorde de assistências da Liga
Foi nesta época que a Liga Portugal bateu o recorde de espectadores nos estádios dos últimos 12 anos de registos da Liga, com um crescimento de mais de 10% em relação à época transata, sendo 4.3% na Primeira e 64,7% na Segunda Liga. Os números totais da audiência acumulada foram de 3.707.290 e de 556.267 pessoas que perfaz uma média de assistências de 12.115 e de 1.818 espectadores na Primeira e Segunda Liga, respectivamente. É também a mais elevada dos últimos 34 anos e a única a ultrapassar a barreira dos 12 mil desde a temporada de 1989/90.
Este facto deve-se a iniciativa em conjunto da Liga com o Continente É Para Cartão de forma a levar as famílias de volta as estádios. O lema de nome O Futebol és Tu foi um sucesso já que nesta temporada muitos clubes históricos em ligas inferiores conseguiram ter médias muito superiores a vários clubes presentes na Primeira Liga.
A época de 2023/24 registou as seguintes estatísticas por clube:
| #                        | Clube                    | Jogos | Média  | Percentagem de Ocupação | Acumulado | Cap. Estádio |
| ------------------------ | ------------------------ | ----- | ------ | ----------------------- | --------- | ------------ |
| 1º                       | SL Benfica               | 17    | 56.248 | 87.53 %                 | 956.219   | 64.642       |
| 2º                       | Sporting CP              | 17    | 40.102 | 79.97 %                 | 681.727   | 50.095       |
| 3º                       | FC Porto                 | 17    | 37.912 | 75.77 %                 | 644.503   | 50.033       |
| 4º                       | Vitória SC               | 17    | 17.388 | 59.01 %                 | 295.592   | 30.029       |
| 5º                       | SC Braga                 | 17    | 15.445 | 54.54 %                 | 262.566   | 30.286       |
| 6º                       | Boavista FC              | 17    | 10.627 | 38.83 %                 | 180.658   | 28.263       |
| 7º                       | SC Farense               | 17    | 4.999  | 77.85 %                 | 84.989    | 7.000        |
| 8º                       | Gil Vicente FC           | 17    | 4.970  | 41.34 %                 | 84.491    | 12.046       |
| 9º                       | Estrela Amadora          | 17    | 4.403  | 64.90 %                 | 74.847    | 9.288        |
| 10º                      | FC Famalicão             | 17    | 3.857  | 73.81 %                 | 65.567    | 5.186        |
| 11º                      | GD Chaves                | 17    | 3.220  | 38.33 %                 | 54.735    | 8.396        |
| 12º                      | Rio Ave FC               | 17    | 3.149  | 60.04 %                 | 53.532    | 5.300        |
| 13º                      | Estoril Praia            | 17    | 3.123  | 61.30 %                 | 53.085    | 5.100        |
| 14º                      | FC Vizela                | 17    | 3.118  | 52.84 %                 | 53.003    | 6.000        |
| 15º                      | Casa Pia AC              | 17    | 2.657  | 38.06 %                 | 45.173    | 7.000        |
| 16º                      | Moreirense FC            | 17    | 2.567  | 41.72 %                 | 43.643    | 6.150        |
| 17º                      | Portimonense             | 17    | 2.347  | 46.55 %                 | 39.893    | 4.961        |
| 18º                      | FC Arouca                | 17    | 1.945  | 39.44 %                 | 33.067    | 5.600        |
| Média / Estimativa Total | Média / Estimativa Total | 306   | 12.115 | 57.32 %                 | 3.707.290 | 335.940      |

## Equipas

### Promovido e rebaixados
| Pos. | Despromovidos da Liga Portugal Bwin 2022-23 | Despromoção            |
| ---- | ------------------------------------------- | ---------------------- |
| 16.° | Marítimo (↓)                                | Playoff de Despromoção |
| 17.º | Paços de Ferreira                           | Despromoção Direta     |
| 18.º | Santa Clara                                 | Despromoção Direta     |

| Pos. | Promovidos da Liga Portugal 2 SABSEG 2022-23 | Promoção            |
| ---- | -------------------------------------------- | ------------------- |
| 1.º  | Moreirense                                   | Promoção Direta     |
| 2.º  | Farense                                      | Promoção Direta     |
| 3.°  | Estrela da Amadora (↑)                       | Playoff de Promoção |

### Informações dos clubes
| Clube                | Cidade                 | Estádio                                        | Capacidade | 2022–23  |
| -------------------- | ---------------------- | ---------------------------------------------- | ---------- | -------- |
| Arouca               | Arouca                 | Estádio Municipal de Arouca                    | 5,000      | 5°       |
| Benfica              | Lisboa                 | Estádio da Luz                                 | 64,642     | 1°       |
| Boavista             | Porto                  | Estádio do Bessa                               | 28,263     | 9°       |
| Braga                | Braga                  | Estádio Municipal de Braga                     | 30,286     | 3°       |
| Casa Pia             | Rio Maior              | Estádio Municipal de Rio Maior                 | 7,000      | 10°      |
| Chaves               | Chaves                 | Estádio Municipal Eng.º Manuel Branco Teixeira | 8,400      | 7°       |
| Estoril              | Estoril                | Estádio António Coimbra da Mota                | 5,100      | 14°      |
| Estrela da Amadora   | Amadora                | Estádio José Gomes                             | 9,288      | 3° (LP2) |
| Famalicão            | Vila Nova de Famalicão | Estádio Municipal 22 de Junho                  | 5,186      | 8°       |
| Farense              | Faro                   | Estádio de São Luís                            | 7,000      | 2° (LP2) |
| Gil Vicente          | Barcelos               | Estádio Cidade de Barcelos                     | 12,046     | 13°      |
| Moreirense           | Moreira de Cónegos     | Estádio Comendador Joaquim de Almeida Freitas  | 6,150      | 1° (LP2) |
| Portimonense         | Portimão               | Estádio Municipal de Portimão                  | 4,961      | 15°      |
| Porto                | Porto                  | Estádio do Dragão                              | 50,033     | 2°       |
| Rio Ave              | Vila do Conde          | Estádio dos Arcos                              | 5,300      | 13°      |
| Sporting CP          | Lisboa                 | Estádio José Alvalade                          | 50,095     | 4°       |
| Vitória de Guimarães | Guimarães              | Estádio D. Afonso Henriques                    | 30,000     | 6°       |
| Vizela               | Vizela                 | Estádio do Futebol Clube de Vizela             | 6,000      | 11°      |

### Número de equipas por Asso. Futebol
| Pos. | Asso. Futebol | Nº | Equipas                                                                  |
| ---- | ------------- | -- | ------------------------------------------------------------------------ |
| 1    | Braga         | 6  | Braga, Famalicão, Gil Vicente, Moreirense, Vitória de Guimarães e Vizela |
| 2    | Lisboa        | 5  | Benfica, Casa Pia, Estoril Praia, Estrela da Amadora e Sporting          |
| 3    | Porto         | 3  | Boavista, Porto e Rio Ave                                                |
| 4    | Algarve       | 2  | Farense e Portimonense                                                   |
| 5    | Aveiro        | 1  | Arouca                                                                   |
| 5    | Vila Real     | 1  | Chaves                                                                   |

## Tabela classificativa
| Pos | Equipe               | Pts | J  | V  | E  | D  | GP | GC | SG  | Classificação ou descenso                                   |
| --- | -------------------- | --- | -- | -- | -- | -- | -- | -- | --- | ----------------------------------------------------------- |
| 1   | Sporting (C)         | 90  | 34 | 29 | 3  | 2  | 96 | 29 | +67 | Fase de liga da Liga dos Campeões da UEFA de 2024–25        |
| 2   | Benfica              | 80  | 34 | 25 | 5  | 4  | 77 | 28 | +49 | Fase de liga da Liga dos Campeões da UEFA de 2024–25        |
| 3   | Porto                | 72  | 34 | 22 | 6  | 6  | 63 | 27 | +36 | Fase de liga da Liga Europa da UEFA de 2024–25              |
| 4   | Braga                | 68  | 34 | 21 | 5  | 8  | 71 | 49 | +22 | 2ª. Pré-eliminatória da Liga Europa da UEFA de 2024–25      |
| 5   | Vitória de Guimarães | 63  | 34 | 19 | 6  | 9  | 52 | 38 | +14 | 2ª. Pré-eliminatória da Liga Conferência da UEFA de 2024–25 |
| 6   | Moreirense           | 55  | 34 | 16 | 7  | 11 | 36 | 35 | +1  |                                                             |
| 7   | Arouca               | 46  | 34 | 13 | 7  | 14 | 54 | 50 | +4  |                                                             |
| 8   | Famalicão            | 42  | 34 | 10 | 12 | 12 | 37 | 41 | −4  |                                                             |
| 9   | Casa Pia             | 38  | 34 | 10 | 8  | 16 | 38 | 50 | −12 |                                                             |
| 10  | Farense              | 37  | 34 | 10 | 7  | 17 | 46 | 51 | −5  |                                                             |
| 11  | Rio Ave              | 37  | 34 | 6  | 19 | 9  | 38 | 43 | −5  |                                                             |
| 12  | Gil Vicente          | 36  | 34 | 9  | 9  | 16 | 42 | 52 | −10 |                                                             |
| 13  | Estoril Praia        | 33  | 34 | 9  | 6  | 19 | 49 | 58 | −9  |                                                             |
| 14  | Estrela da Amadora   | 33  | 34 | 7  | 12 | 15 | 33 | 53 | −20 |                                                             |
| 15  | Boavista             | 32  | 34 | 7  | 11 | 16 | 39 | 62 | −23 |                                                             |
| 16  | Portimonense (R)     | 32  | 34 | 8  | 8  | 18 | 39 | 72 | −33 | Play-off de rebaixamento                                    |
| 17  | Vizela (R)           | 26  | 34 | 5  | 11 | 18 | 36 | 66 | −30 | Zona de Rebaixamento à Segunda Liga de 2024–25              |
| 18  | Chaves (R)           | 23  | 34 | 5  | 8  | 21 | 31 | 72 | −41 | Zona de Rebaixamento à Segunda Liga de 2024–25              |

1. ↑  O Benfica se classificou para a fase da Liga dos Campeões por conta que a Atalanta, campeã da Liga Europa da UEFA de 2023–24 terminou entre os quatro primeiros da Série A de 2023–24. De acordo com os regulamentos da UEFA, caso os detentores do título da Liga Europa se qualifiquem diretamente para a fase da Liga dos Campeões através da atribuição de vagas padrão (antes de vagas adicionais atribuídas às duas federações mais bem classificadas), então a equipa com o coeficiente mais alto de todos as equipas da qualificação para a Liga dos Campeões entrariam diretamente na fase do campeonato, que esta temporada seria o Benfica.
2. ↑  O Porto se classificou para a fase de liga da Liga Europa por ter sido o campeão da Taça de Portugal de 2023–24.

## Jornadas
| Mandante \ Visitante | ARO | BEN | BOA | BRA | CAS | CHA | EST | ESA | FAM | FAR | GIL | MOR | PTM | POR | RAV | SPO | VSC | VIZ |
| -------------------- | --- | --- | --- | --- | --- | --- | --- | --- | --- | --- | --- | --- | --- | --- | --- | --- | --- | --- |
| Arouca               | —   | 0–3 | 2–1 | 0–1 | 0–1 | 0–2 | 4–3 | 0–0 | 3–2 | 2–1 | 3–0 | 0–1 | 1–1 | 3–2 | 2–2 | 0–3 | 1–3 | 5–0 |
| Benfica              | 5–0 | —   | 2–0 | 3–1 | 1–1 | 1–0 | 3–1 | 2–0 | 3–0 | 1–1 | 3–0 | 3–0 | 4–0 | 1–0 | 4–1 | 2–1 | 4–0 | 6–1 |
| Boavista             | 0–4 | 3–2 | —   | 0–4 | 1–1 | 4–1 | 2–1 | 1–1 | 2–2 | 1–3 | 1–1 | 1–0 | 1–4 | 1–1 | 0–0 | 0–2 | 1–1 | 2–2 |
| Braga                | 0–3 | 0–1 | 4–1 | —   | 4–3 | 1–1 | 3–1 | 3–0 | 1–2 | 2–1 | 2–1 | 1–0 | 6–1 | 0–1 | 2–1 | 1–1 | 1–1 | 2–1 |
| Casa Pia             | 1–0 | 0–1 | 0–0 | 1–3 | —   | 3–1 | 0–0 | 0–1 | 0–2 | 1–3 | 0–0 | 0–1 | 1–0 | 1–2 | 1–1 | 1–2 | 0–0 | 0–1 |
| Chaves               | 1–5 | 0–2 | 2–1 | 2–4 | 1–3 | —   | 2–2 | 2–2 | 2–2 | 1–1 | 4–2 | 1–2 | 2–3 | 0–3 | 0–0 | 0–3 | 1–2 | 2–1 |
| Estoril Praia        | 0–0 | 0–1 | 1–2 | 0–1 | 4–0 | 4–0 | —   | 1–0 | 1–0 | 4–0 | 1–3 | 1–3 | 1–0 | 1–0 | 2–0 | 0–1 | 1–3 | 2–2 |
| Estrela da Amadora   | 1–4 | 1–4 | 3–1 | 2–4 | 3–1 | 1–1 | 2–1 | —   | 1–0 | 0–2 | 1–0 | 0–1 | 3–0 | 0–1 | 2–2 | 1–2 | 0–1 | 1–1 |
| Famalicão            | 1–0 | 2–0 | 1–1 | 1–2 | 1–2 | 1–0 | 1–1 | 0–0 | —   | 1–0 | 3–1 | 0–0 | 2–2 | 0–3 | 2–1 | 0–1 | 1–3 | 3–2 |
| Farense              | 2–0 | 1–3 | 2–0 | 3–1 | 0–3 | 5–0 | 3–2 | 0–0 | 1–1 | —   | 1–0 | 0–1 | 1–3 | 1–3 | 1–1 | 2–3 | 1–2 | 0–0 |
| Gil Vicente          | 2–2 | 2–3 | 1–0 | 3–3 | 2–0 | 0–0 | 5–3 | 1–1 | 1–2 | 2–0 | —   | 1–1 | 5–0 | 1–1 | 1–1 | 0–4 | 1–0 | 0–1 |
| Moreirense           | 1–0 | 0–0 | 1–1 | 2–3 | 1–4 | 1–0 | 2–1 | 2–2 | 1–0 | 1–0 | 0–1 | —   | 5–2 | 1–2 | 0–0 | 0–2 | 1–0 | 1–0 |
| Portimonense         | 1–2 | 1–3 | 1–4 | 3–5 | 2–2 | 2–1 | 1–0 | 1–1 | 1–1 | 1–0 | 0–2 | 0–2 | —   | 0–3 | 2–2 | 1–2 | 1–1 | 0–0 |
| Porto                | 1–1 | 5–0 | 2–1 | 2–0 | 3–1 | 1–0 | 0–1 | 2–0 | 2–2 | 2–1 | 2–1 | 5–0 | 1–0 | —   | 0–0 | 2–2 | 1–2 | 4–1 |
| Rio Ave              | 1–1 | 1–1 | 2–0 | 0–0 | 1–0 | 2–0 | 1–1 | 1–1 | 1–1 | 3–4 | 3–0 | 0–4 | 2–0 | 1–2 | —   | 3–3 | 2–1 | 1–1 |
| Sporting             | 2–1 | 2–1 | 6–1 | 5–0 | 8–0 | 3–0 | 5–1 | 3–2 | 1–0 | 3–2 | 3–1 | 3–0 | 3–0 | 2–0 | 2–0 | —   | 3–0 | 3–2 |
| Vitória de Guimarães | 2–1 | 2–2 | 1–0 | 2–3 | 0–2 | 5–0 | 3–2 | 3–0 | 1–0 | 1–1 | 2–1 | 1–0 | 1–2 | 1–2 | 1–0 | 3–2 | —   | 2–0 |
| Vizela               | 2–2 | 1–2 | 1–4 | 1–3 | 0–4 | 0–1 | 3–3 | 4–0 | 0–0 | 2–1 | 1–0 | 0–0 | 2–3 | 0–2 | 1–1 | 2–5 | 0–1 | —   |

## Play-off manutenção/promoção
O  16º classificado, disputará um play-off com o  3º classificado da Segunda Liga de 2023–24 em 2 mãos para decidir a equipa a participar na Primeira Liga de 2024–25.

### Primeira mão
| 25 de maio de 2024 | Portimonense        | 1 – 2     | AVS                       | Estádio Municipal de Portimão, Portimão  |
| 19:45 (UTC+1)      | Teixeira 86' (g.c.) | Relatório | Correia 19' · Martins 47' | Público: 3 685 Árbitro: POR Luís Godinho |

### Segunda mão
| 2 de junho de 2024 | AVS                       | 2 – 1     | Portimonense   | Estádio do CD Aves, Vila das Aves               |
| 19:45 (UTC+1)      | Mercado 51' · Martins 89' | Relatório | Carrillo 90+4' | Público: 5 064 Árbitro: POR João Pedro Pinheiro |

AVS Venceu por 4–2 no placar agregado.

## Campeão
| Campeonato de Portugal de Primeira Divisão 2023/2024 |
| ---------------------------------------------------- |
| Sporting 20º Título                                  |

## Estatísticas
Atualizado em 18 de maio de 2024.

### Artilharia
| Pos. | Jogador          | Clube     | Gols |
| ---- | ---------------- | --------- | ---- |
| 1    | Viktor Gyökeres  | Sporting  | 29   |
| 2    | Simon Banza      | Braga     | 21   |
| 3    | Rafa Mújica      | Arouca    | 20   |
| 4    | Cristo González  | Arouca    | 15   |
| 4    | Jhonder Cádiz    | Famalicão | 15   |
| 4    | Paulinho         | Sporting  | 15   |
| 4    | Samuel Essende   | Vizela    | 15   |
| 8    | Héctor Hernández | Chaves    | 14   |
| 8    | Rafa Silva       | Benfica   | 14   |
| 10   | Bruno Duarte     | Farense   | 13   |
| 10   | Evanilson        | Porto     | 13   |

### Assistentes
| Pos. | Jogador          | Clube         | Assists. |
| ---- | ---------------- | ------------- | -------- |
| 1    | Pedro Gonçalves  | Sporting      | 12       |
| 1    | Rafa Silva       | Benfica       | 12       |
| 3    | Ángel Di María   | Benfica       | 10       |
| 3    | Nuno Santos      | Sporting      | 10       |
| 3    | Viktor Gyökeres  | Sporting      | 10       |
| 6    | Cristo González  | Arouca        | 9        |
| 7    | Orkun Kökçü      | Benfica       | 8        |
| 8    | David Neres      | Benfica       | 7        |
| 8    | David Simão      | Arouca        | 7        |
| 8    | Rodrigo Gomes    | Estoril Praia | 7        |
| 8    | Roger Fernandes  | Braga         | 7        |
| 8    | Wenderson Galeno | Porto         | 7        |

### Clean sheets
| Pos. | Jogador         | Clube                | Clean sheets |
| ---- | --------------- | -------------------- | ------------ |
| 1    | Anatoliy Trubin | Benfica              | 13           |
| 1    | Diogo Costa     | Porto                | 13           |
| 1    | Kewin           | Moreirense           | 13           |
| 4    | Ricardo Batista | Casa Pia             | 10           |
| 5    | Andrew          | Gil Vicente          | 9            |
| 5    | Antonio Adán    | Sporting             | 9            |
| 5    | Jonathan        | Rio Ave              | 9            |
| 8    | Luiz Júnior     | Famalicão            | 8            |
| 8    | Marcelo Carné   | Estoril Praia        | 8            |
| 10   | Bruno Varela    | Vitória de Guimarães | 7            |
| 10   | Ricardo Velho   | Farense              | 7            |

### Hat-tricks
| Jogador          | Para     | Contra       | Resultado | Data                   |
| ---------------- | -------- | ------------ | --------- | ---------------------- |
| Héctor Hernández | Chaves   | Gil Vicente  | 4–2 (C)   | 7 de outubro de 2023   |
| Simon Banza      | Braga    | Portimonense | 6–1 (C)   | 4 de novembro de 2023  |
| Rafa Mújica      | Arouca   | Gil Vicente  | 3–0 (C)   | 16 de dezembro de 2023 |
| Viktor Gyökeres  | Sporting | Boavista     | 6–1 (C)   | 17 de março de 2024    |

## Prêmios

### Prêmios Mensais
| Mês              | Treinador do Mês | Treinador do Mês | Jogador do Mês  | Jogador do Mês       | Guarda-Redes do Mês | Guarda-Redes do Mês  | Golo do Mês     | Golo do Mês          |
| Mês              | Treinador        | Equipa           | Jogador         | Equipa               | Jogador             | Equipa               | Jogador         | Equipa               |
| ---------------- | ---------------- | ---------------- | --------------- | -------------------- | ------------------- | -------------------- | --------------- | -------------------- |
| Agosto           | Petit            | Boavista         | Paulinho        | Sporting             | Bruno Varela        | Vitória de Guimarães | Tiago Silva     | Vitória de Guimarães |
| Setembro         | Rúben Amorim     | Sporting         | Viktor Gyökeres | Sporting             | Luiz Júnior         | Famalicão            | Orkun Kökçü     | Benfica              |
| Outubro/Novembro | Tiago Aguilar    | Moreirense       | Viktor Gyökeres | Sporting             | Luiz Júnior         | Famalicão            | Rafael Barbosa  | Farense              |
| Dezembro         | Rúben Amorim     | Sporting         | Viktor Gyökeres | Sporting             | Ricardo Velho       | Farense              | Théo Fonseca    | Famalicão            |
| Janeiro          | Rúben Amorim     | Sporting         | Viktor Gyökeres | Sporting             | Diogo Costa         | Porto                | João Mendes     | Vitória de Guimarães |
| Fevereiro        | Daniel Sousa     | Arouca           | Rafa Mújica     | Arouca               | Ricardo Velho       | Farense              | Sorriso         | Famalicão            |
| Março            | Rúben Amorim     | Sporting         | Jota Silva      | Vitória de Guimarães | Charles             | Vitória de Guimarães | Felippe Cardoso | Casa Pia             |
| Abril            | Rúben Amorim     | Sporting         | Viktor Gyökeres | Sporting             | Ricardo Velho       | Farense              | Tomás Händel    | Vitória de Guimarães |

### Prêmios Anuais
| Velho Diomande Costinha Coates Inácio Hjulmand João Neves Gonçalves J. Silva Gyökeres Mújica Equipa da Época |

| Equipa da Época | Equipa da Época                   | Equipa da Época             | Equipa da Época             | Equipa da Época             | Equipa da Época            |
| --------------- | --------------------------------- | --------------------------- | --------------------------- | --------------------------- | -------------------------- |
| Guarda-Redes    | Ricardo Velho (Farense)           | Ricardo Velho (Farense)     | Ricardo Velho (Farense)     | Ricardo Velho (Farense)     | Ricardo Velho (Farense)    |
| Defensores      | Costinha (Rio Ave)                | Sebastián Coates (Sporting) | Sebastián Coates (Sporting) | Ousmane Diomandé (Sporting) | Gonçalo Inácio (Sporting)  |
| Médios          | Jota Silva (Vitória de Guimarães) | João Neves (Benfica)        | Morten Hjulmand (Sporting)  | Pedro Gonçalves (Sporting)  | Rafa Mújica (Arouca)       |
| Avançado        | Viktor Gyökeres (Sporting)        | Viktor Gyökeres (Sporting)  | Viktor Gyökeres (Sporting)  | Viktor Gyökeres (Sporting)  | Viktor Gyökeres (Sporting) |